# Liste d'essais sur la Shoah
Cet article présente une liste (non exhaustive) d'essais sur la Shoah.
Les ouvrages sont cités par l'ordre alphabétique de leurs auteurs.

## A
- Theodor W. Adorno (1903-1969), Minima moralia. Réflexions sur la vie mutilée, Payot, 1991. Opuscule qui lance la réflexion de l’après Auschwitz. Comment renouer avec la philosophie, l’écriture, l’éthique et l’esthétique ?
- Giorgio Agamben (1942-), Ce qui reste d’Auschwitz, Rivages/poche, 2003, Auschwitz, l'archive et le témoin (p. 813–937 de Home sacer : L'intégrale, 2015)
- Jean Améry (1912-1978), Par-delà le crime et le châtiment - Essai pour surmonter l'insurmontable, 1966, Actes Sud, 1995
- Robert Antelme (1917-1990), L'Espèce humaine (1947, Éditions de la Cité Universelle ; repris chez Gallimard, 1957).
- Aharon Appelfeld (1932-2018), L’Héritage nu (1994), L’Olivier, 2006;  témoignage, conférence
- Hannah Arendt (1906-1975):
  - Eichmann à Jérusalem. Rapport sur la banalité du mal, Gallimard, 1966, Folio, 1991
  - Auschwitz et Jérusalem, Presses Pocket Agora, 1993 (un recueil d'articles essentiel dont certains ont été écrits au cours de la guerre)
  - La Nature du totalitarisme, Payot, 1990

## B
- Georges Bensoussan (1952-), Auschwitz en Héritage ?, Paris, 1001 Nuits, 1999.
- Bruno Bettelheim (1903-1990) :
  - Survivre, Robert Laffont, 1979. Parmi les 24 essais qui composent le recueil Survivre, 9 sont consacrés à la désintégration de la personnalité en milieu concentrationnaire dont Comportement individuel et comportement de masse dans les situations extrêmes, à l’impossibilité de témoigner. La lecture de Bettelheim donne les moyens de percevoir les autres témoignages, de les évaluer.
  - Le Cœur conscient, Robert Laffont, 1997
- Maurice Blanchot (1907-2003), L'écriture du désastre, Gallimard, 1980
- Jean-François Bossy[1], La philosophie à l’épreuve d’Auschwitz, Les camps nazis, entre mémoire et histoire, Ellipses, 2004
- Avraham Burg (1955-), Vaincre Hitler. Pour un judaïsme plus humaniste et universaliste, Fayard

## C
- Sous la direction de Catherine Coquio (1960-), Parler des camps, penser les génocides, Albin Michel, 1999
- Boris Cyrulnik (1937-), Un merveilleux malheur, Poches Odile Jacob, 2003
- Michel Cymes (1957-), Hippocrate aux Enfers, Stock, 2015

## D
- Terrence Des Pres (1939-1987), The Survivor, an Anatomy of Life in the Death Camps, Oxford University Press US, 1980. Disponible sur Googles livres
- Jacques Derrida (1930-2004) :
  - L'écriture et la différence, 1967, Seuil.  (ISBN 2-02-005182-6)
  - Schibboleth, pour Paul Celan, Galilée, 1986
  - Feu la cendre, Éditions des Femmes, 1986
  - Sauf le nom, Galilée, 1993
  - Khôra, Galilée, 1993
  - Apories, 1996, Galilée.  (ISBN 2-7186-0461-1)

- Didier Durmarque (1972-)[2] : 
  - Philosophie de la Shoah, Editions Age d'Homme, 2014. 
  - Enseigner la Shoah, Editions UPPR, 2017.
  - Phénoménologie de la chambre à gaz, Editions Age d'Homme, 2018.
  - Bilan métaphysique après Auschwitz. Les écrivains incandescents. Robert Antelme, Piotr Rawicz, Yitzhak Katzenelson, Imre Kertész. Ovadia, 2020.

## F
- Emil Fackenheim (1916-2003) :
  -  Penser après Auschwitz, Le Cerf, 1986
  - La Présence de Dieu dans l'histoire, Verdier, 2003
- Pierre Fédida (1934-2002), L'Absence, Gallimard, 1978. Collection : Collection Connaissance de l'inconscient
- Alain Finkielkraut (1949-), La Mémoire vaine. Du crime contre l'humanité, Gallimard 1989, réédition Folio-essais
- Dominique Frischer, Les enfants du silence et de la reconstruction : La Shoah en partage - Trois générations, trois pays : France, États-Unis, Israël, Grasset & Fasquelle, 2008

## J
- Vladimir Jankélévitch (1903-1985), L'Imprescriptible, Seuil, 1986
- Hans Jonas (1903-1993), Le Concept de Dieu après Auschwitz, Paris, Rivages, 1994. Discours prononcé en 1984 à l’Université de Tübingen.

## K
- Ariane Kalfa (1962-), La Force du refus : philosopher après Auschwitz, L’Harmattan, 1995. Ce travail interroge le fait d’Auschwitz, la Shoah dans son entier. Toute philosophie après Auschwitz s’appuie sur cette révélation du mal. Réconciliation, pardon, oubli sont impossibles. L’ouvrage parle de l’humanité dont l’une des composantes est l’homme capable d’accomplir la Shoah.
- Serge Koster (1940-2022), Trou de mémoire, PUF, 2003
- Ruth Klüger (1931-2020), Refus de témoigner (Weiter leben, 1992, trad. de l’allemand par Jeanne Etoré), Viviane Hamy, 1997

## L
- Primo Levi (1919-1987) :
  - Le Devoir de mémoire, Paris, 1001 Nuits, 1995. Primo Levi s’exprime sur la force du témoignage oral. Cet entretien est intéressant pour analyser le rôle que joue le témoignage oral auprès des élèves.
  - Les naufragés et les rescapés, Gallimard, 1989. Cet ouvrage a pour origine la réaction de Primo Levi lors de la traduction de Si c’est un homme en allemand. Primo Levi pose les questions que tout le monde se pose, questions troublantes sur les rapports entre bourreaux et victimes. Il s’interroge sur le statut de rescapé, exprime sa perplexité sur le sort du survivant, analyse le rôle de chacun et identifie une " zone grise " aux confins de laquelle se tiennent bourreaux et victimes.

## M
- Alain Melka (1953-)[3], Les Morts vivent à Auschwitz, Transbordeurs, 2005

## N
- André Neher (1914-1988), L'Exil de la Parole, du silence biblique au silence d'Auschwitz, Paris, Seuil, 1970.

## O
- Orietta Ombrosi (1969-), Le crépuscule de la raison, Adorno, Horkheimer, Levinas et Benjamin à l’épreuve de la Catastrophe, Hermann Philosophie, 2007

## P
- Jean-Bertrand Pontalis (1924-2013), Ce temps qui ne passe pas, suivi de Le compartiment de chemin de fer, Gallimard, 1997
- Michael Pollak (1948-1992), L'Expérience concentrationnaire, essai sur le maintien de l'identité sociale, Paris, Métailié, 1990.

## S
- Jorge Semprún (1923-2011), Elie Wiesel (1928-2016), Se taire est impossible, Arte Éditions, Mille et une nuits, 1995.

## T
- Tzvetan Todorov (1939-2017) :
  - Face à l’extrême, Seuil, 1994
  - Mémoire du mal, tentation du bien, Robert Laffont, 2000
- Enzo Traverso (1957-), L'Histoire déchirée, essai sur Auschwitz et les intellectuels, Paris, Cerf, 1997.
- Shmuel Trigano (1948-), Penser Auschwitz, Paris, Pardes-Cerf, 1989.

## W
- Régine Waintrater, Sortir du génocide, Payot, 2003
- Annette Wieviorka (1948-), Déportation et génocide. Entre la mémoire et l'oubli, Plon, 1992, Hachette-Pluriel, 1995).